# ThYme (base de datos)
ThYme (Thioester-active enzYme) es una base de datos de enzimas que constituyen los ciclos de síntesis de ácidos grasos y síntesis de policétidos.